# 마거릿 생어
마거릿 생어(영어: Margaret Sanger,  혼전 성씨: 히긴스·Higgins, 1879년 9월 14일~1966년 9월 6일)는 미국의 여성 사회개량가이다. 산아 제한 운동의 지도자로서 유럽 및 아시아를 방문하고, 그 보급과 계몽에 노력하였다. 산아 제한 진료소를 최초로 설립하였으며, 미국 산아제한 협회(American Birth Control League)를 설립하였고, 이것이 현재의 플랜드페런트후드의 전신이며, 낙태의 합법화의 최전선에 서 있다.

생어는 영국 심리학자 해블락 엘리스의 저서, '성의 심리학'의 영향을 받아, 여성이 임신을 하지 않고 성관계를 가질 수 있는 것에 대해 많은 관심을 가졌다.